# Symfonie nr. 64 (Haydn)
De Symfonie nr. 64 is een symfonie van Joseph Haydn, vermoedelijk gecomponeerd in 1775 (mogelijk ook 1 of 2 jaar eerder). De bezetting is erg sober.

## Bijnaam
De symfonie heeft als bijnaam Tempora mutantur, die - in tegenstelling tot vrijwel alle andere bijnamen - van de hand van Haydn zelf is. Hij plaatste op de partituur bij de orchestrale delen steeds de spreuk "Tempora mutantur, et.", afgeleid van een Latijns gezegde van John Owen uit 1615:
Tempora mutantur, nos et mutamur in illis.
Quomodo? Fit semper tempore peior homo.
De vertaling luidt:
De tijden veranderen, en wij veranderen samen met hen.
Op welke manier? Als de tijden slechter worden, wij ook.

## Bezetting
- 2 hobo's
- 2 hoorns
- Strijkers

## Delen
Het werk bestaat uit vier delen:
1. Allegro con spirito
2. Largo
3. Menuetto en trio: Allegretto
4. Finale: Presto

1 · 2 · 3 · 4 · 5 · 6 (Le Matin) · 7 (Le Midi) · 8 (Le Soir) · 9 · 10 · 11 · 12 · 13 · 14 · 15 · 16 · 17 · 18 · 19 · 20 · 21 · 22 (De Filosoof) · 23 · 24 · 25 · 26 (Lamentatione) · 27 · 28 · 29 · 30 (Halleluja) · 31 (Hoornsignaal) · 32 · 33 · 34 · 35 · 36 · 37 · 38 (Echo) · 39 · 40 · 41 · 42 · 43 (Mercurius) · 44 (Treursymfonie) · 45 (Afscheidssymfonie) · 46 · 47 (Palindroom) · 48 (Maria Theresia) · 49 (La Passione) · 50 · 51 · 52 · 53 (L'Impériale) · 54 · 55 (De schoolmeester) · 56 · 57 · 58 · 59 (Vuursymfonie) · 60 (Il distratto) · 61 · 62 · 63 (La Roxelane) · 64 (Tempora mutantur) · 65 · 66 · 67 · 68 · 69 (Laudon) · 70 · 71 · 72 · 73 (La chasse) · 74 · 75 · 76 · 77 · 78 · 79 · 80 · 81

88 · 89 · 90 · 91 · 92 (Oxford)

- Bibliothèque nationale de France: cb139133199 (data)
- Library of Congress Control Number: no92006987
- MusicBrainz work: cd733b19-dc57-4dd4-9be5-510e7efd4626
- Nationale Bibliotheek van Israël: 987007450174005171
- Virtual International Authority File: 293350396